# Josef Malínský (biatlonista)
Josef Malínský (20. července 1953 Horní Branná – 21. ledna 2002 tamtéž) byl československý biatlonista.

## Lyžařská kariéra
Na XII. ZOH v Innsbrucku 1976 skončil v závodě jednotlivců na 20 km na 45. místě. V roce 1974 skončil ve finské Kurrice při mistrovství světa juniorů v biatlonu na 3. místě v závodě štafet ve složení Miroslav Soviš, Antonín Kříž a Josef Malínský. Ve stejném složení skončili na 3. místě i na předchozím na MS juniorů v roce 1973.